# B.A.P
B.A.P (hangul: 비에이피; rr: Bieipi; MR: Pieip'i; uma abreviação para Best Absolute Perfect) foi um grupo masculino sul-coreano formado pela TS Entertainment em 2011. Composto por seis integrantes, o grupo teve sua estreia em 2012.
O grupo fez sua estreia oficial em 26 de janeiro de 2012, com o lançamento do single "Warrior", seguido do lançamento de um extended play homônimo em fevereiro de 2012.
No dia 23 de agosto de 2018, a TS Entertainment anunciou a saída de Yongguk do B.A.P após o mesmo decidir não renovar seu contrato com a empresa. 

## História

### 2011: Pre-estreia
B.A.P foi formado e começou a promover no final de 2011, começando com Yongguk, que assumiu o papel de líder no grupo. Ele assinou com a TS Entertainment e foi destaque com a canção de Song Jieun, “Going Crazy”. Ele fez uma estreia solo em 11 de agosto de 2011 com o single “I Remember”, com Yang Yo-Seob do grupo B2ST. O segundo membro foi Himchan, ele é multi-instrumentalista e conhecido como o atual visual do grupo e foi o segundo membro que o B.A.P mostrou ao público na forma de um MC para um programa de música na MTV Korea, chamado: “The Show”. E mais tarde, no dia 23 de Novembro de 2011, Zelo, foi o terceiro membro do B.A.P demonstrado publicamente através de uma colaboração com o seu colega, o membro Bang Yongguk, sobre o nome de “Bang & Zelo”, eles lançaram a canção “Never Give Up”.

### 2012: Warrior, Power, No Mercy, Crash, e Stop It
Em Janeiro de 2012, o grupo estrelou o reality show "Ta-dah, It's B.A.P!", que foi ao ar na SBS MTV. O programa tinha como foco mostrar os 6 membros desempenhando o papel de alienígenas que vieram de outro planeta para debutar como B.A.P e invadir a terra para ajudar seu planeta em extinção, o Planeta Mato.
Em 25 de Janeiro de 2012, o single de estreia do grupo, "Warrior", foi lançado, com a MTV Korea descrevendo-o como "poderoso e carismático". Além disso, Nancy Lee, colunista do Enews World disse: "Parece que B.A.P foi feito para se diferenciar dos boygroups 'fofos' que atualmente dominam o mundo do k-pop; com um conceito bad boy, quebrando as janelas dos carros, levantando a poeira, e, você sabe, fazendo coisas que bad boys fazem". B.A.P começou a promover o single no programa de TV coreano Music Bank, seguindo por outras aparições em programas músicais como o M! Countdown, Music Core, Inkigayo e The Show. Em 3 de Fevereiro de 2012, "Warrior" apareceu no Billboard's World Albums Chart na #10 colocação. Na Coreia do Sul, "Warrior" vendeu mais de 10,000 cópias em só dois dias após ter sido lançado.
Em março de 2012, B.A.P lançou a música "Secret Love". Em 16 de abril de 2012, a TS Entertainment anunciou que o B.A.P teria seu retorno com um novo álbum dia 27 de abril de 2012. "Power" foi lançada em abril como um single, acompanhado do álbum com o mesmo nome, "Power". Após o lançamento do álbum, "Power" esgotou o primeiro lote de discos equivalente a 30 mil cópias. O álbum foi bem recebido, e como o anterior, ficou em #10 lugar na Billboard's World Album Charts.
Em 12 de julho de 2012, o título do primeiro mini-álbum do B.A.P , "No Mercy", foi revelado. "No Mercy" foi lançado digitalmente em 19 de julho de 2012, com autoria da TS Entertainment. O lançamento físico foi programado originalmente para ser lançado dia 19 de julho de 2012, mas foi adiado para 24 de julho de 2012 devido a problemas com a falta de estoque dos discos. Em 30 de agosto de 2012 a versão repackaged do mini-álbum, renomeado de "Crash" foi liberado.
No início de outubro de 2012, a TS Entertainment declarou que o B.A.P estava se preparando para seu novo álbum. Em 23 de outubro, B.A.P lançou seu terceiro álbum, chamado de "Stop it", junto com o clipe musical no canal da TS Entertainment no Youtube.

### 2013: One Shot e o Debut Japonês
Em fevereiro eles começaram a lançar os teasers do segundo EP, One Shot. Em 21 de Fevereiro de 2013, o EP ficou em #1 lugar no Billboard's World Album's Chart. Em 28 de Julho de 2013, TS Entertainment anunciou que o grupo iria lançar o terceiro EP "Badman" em 6 de agosto de 2013. A agência também afirmou antes que iam ter três singles promocionais no próximo EP, sendo eles "Coffee Shop", "Hurricane" e "Badman".
Eles lançaram seu primeiro clipe musical japonês, Warrior, no Youtube em 13 de setembro de 2013, o álbum e o single foram lançados oficialmente em 9 de outubro de 2013.
Em maio a King Records, gravadora japonesa que também assinou com o cantor Rain, assinou com o grupo.
B.A.P lançou seu primeiro clipe musical em japonês no Youtube, no dia 13 de setembro de 2013, mas o álbum só foi lançado oficialmente em 9 de outubro de 2013.

### 2014:First Sensibility,B.A.P Live On Earth 2014e ação judicial
No meio de Janeiro, a TS Entertainment confirmou que B.A.P planejava fazer o comeback com o seu primeiro álbum de estúdio full-length, intitulado "First Sensibility", que iria conter 13 faixas, também foi confirmado de que o título de uma música se chamaria "1004 (Angel)", e que a volta do grupo seria marcada para o dia 3 de fevereiro.
Após ser lançado, First Sensibility chegou ao topo de vários charts estrangeiros, como o iTunes Top 100 Album, iTunes Top 10 Hip-Hop e o Billboard World Album Chart, provando sua popularidade internacional. Na Coreia, First Sensibility chegou ao topo dos charts mensais Hanteo e Gaon, de fevereiro. Esse álbum levou B.A.P a ter sua primeira vitória no programa de música Show Champion, com a faixa título 1004 (Angel), ganhando mais duas vezes com a mesma.
B.A.P lançou seu terceiro single japonês 'No Mercy' no dia 3 de abril, classificando-se em segundo lugar no chart diário e mensal de singles da Oricon.
Depois de terminar com sucesso a promoção de "1004 (Angel), B.A.P entrou em sua turnê 'B.A.P Live On Earth 2014 Continent Tour', tendo 23 concertos em diversas cidades dos Estados Unidos, Ásia, Austrália e Europa.
Durante a turnê, B.A.P lançou um single especial como presente aos fãs, o B.A.P Unplugged 2014, como agradecimento aos fãs pelo apoio e amor recebido dos mesmos. O single não foi promovido, mas, ainda assim, entrou em alguns rankings musicais.
Em 11 de agosto, B.A.P lançou seu quarto single japonês "Excuse Me". TS Entertainmente anunciou em 27 de outubro que a tour pela América do Sul seria cancelada, dando um tempo de descanso aos membros do grupo devido às suas péssimas condições de saúde.
Em 27 de Novembro de 2014 foi anunciado que o grupo abriu um processo contra sua gravadora para anular seu contrato devido às situações injustas e má distribuição de lucros. No dia seguinte (28/11), TS Entertainment emitiu um comunicado refutando as alegações. E em 16 de Março de 2015, o B.A.P teve sua primeira audiência com a empresa, onde ambas as partes iriam apresentar seus laudos para o juiz para uma audiência futura para uma decisão final do caso.

### 2015: Estabilização com TS e Matrix
Em 1 de Agosto de 2015, B.A.P. Retornou à TS Entertainment depois que ambas as partes chegaram a um acordo. Eles fizeram seu retorno com seu quarto EP, Matrix, e a faixa-título "Young, Wild & Free". O Free Showcase "BAP 151115" foi realizada no dia 15 de novembro no Dongdaemun Design Plaza eo vídeo musical de "Young, Wild & Free" foi lançado no dia seguinte. Em 27 de novembro de 2015, exatamente um ano após o processo eles receberam uma vitória de show de música para o single no Music Bank.

### 2016: Carnival, Reino, Put'em Up, LOE2016 world e NOIR
Em 22 de fevereiro de 2016, o grupo lançou seu quinto EP, Carnival. Ele continha seis faixas com um conceito brilhante e otimista em contraste com o conceito mais escuro mostrado em Matrix.
Eles lançaram seu primeiro álbum de estúdio japonês, B.A.P JAPAN 1ST ALBUM Best. Absolut. Perfect, em 30 de março. O álbum continha treze faixas, das quais três ("New World", "Kingdom" e "Back In Time") eram canções japonesas originais.
Entre abril e julho, a B.A.P realizou datas para a turnê Live On Earth 2016, incluindo datas nos EUA, Canadá, México, Itália, Finlândia, Alemanha, Polônia, Austrália, Reino Unido e Rússia.
Em 18 de outubro, TS Entertainment carregou um teaser misterioso nos canais oficiais do B.A.P. O poster teaser diz "WHO IS X?" e "NOIR". Posteriormente, foi confirmado que o BAP fará um retorno com o segundo álbum de estúdio dia 7 de novembro de 2016 com um conceito intenso. O álbum é intitulado NOIR e apresenta 13 músicas, incluindo a versão coreana do single "Kingdom" japonês, e da canção solo de Jongup "agora".

### A volta
Em 1º de Agosto, a TS Entertainment alega que a volta de B.A.P para a sua empresa e para o mundo artístico e disse a seguintes palavras.
"Olá, aqui é a TS Entertainment.
Em primeiro lugar, gostaríamos de pedir desculpas novamente por causar preocupação para todos, devido às ocorrências inesperadas dentro dos últimos meses. Desde que o problema ocorreu em 11 de novembro de 2014, demos prioridade a solução do problema e fizemos o nosso melhor para recuperar a confiança com os membros do B.A.P. Através da nossa série de numerosos ensaios de comunicação e esforços sinceros, nós finalmente recuperamos a confiança um do outro e B.A.P voltou a TS Entertainment em 01 de agosto de 2015.
Não importa qual a razão, reconhecemos plenamente que este longo processo tem sido doloroso para os membros do B.A.P, seus pais, e os fãs que sempre foram a principal fonte de apoio incondicional ao grupo, e prometemos que faremos nosso esforço sincero para criar o futuro brilhante de B.A.P. Nós agradecemos inteiramente aos fãs, que esperaram pacientemente pelo retorno de B.A.P, e aqueles que nos apoiaram com sua confiança inabalável. A TS Entertainment vai continuar a criar um melhor ambiente para todos os nossos artistas e focar em trazer as melhores músicas para todos vocês."
Os garotos lançaram seu quarto mini-álbum “MATRIX” e o videoclipe de “Young, Wild & Free”, que traz consigo o mesmo estilo forte e poderoso que consagrou o grupo.
O trabalho foi produzido pelo líder Bang Yong Guk, tendo também Zelo e JongUp responsáveis pela criação da coreografia da música principal. Eles também prometeram voltar em breve, com mais um lançamento no começo do ano que vem.

## Ex-Integrantes
- Yongguk (hangul: 용국), nascido Bang Yong-guk (hangul: 방용국) em Incheon, Coreia do Sul em 31 de março de 1990 (34 anos).

- Himchan (hangul: 힘찬), nascido Kim Him-chan (hangul: 김힘찬) em Seul, Coreia do Sul em 19 de abril de 1990 (34 anos).
- Daehyun (hangul: 대현), nascido Jung Dae-hyun (hangul: 정대현) em Gwangju, Coreia do Sul em 28 de junho de 1993 (31 anos).
- Youngjae (hangul: 영재), nascido Yoo Young-jae (hangul: 유영재) em Uijeongbu, Gyeonggi, Coreia do Sul em 24 de janeiro de 1994 (31 anos).
- Jongup (hangul: 문종업), nascido Moon Jong-up (hangul: 문종업) em Seongnam, Gyeonggi, Coreia do Sul em 6 de fevereiro de 1995 (30 anos)
- Zelo (hangul: 젤로), nascido Choi Jun-hong (hangul: 최준홍) em Mokpo, Coreia do Sul em 15 de outubro de 1996 (28 anos)

## Discografia
| Álbuns de estúdio - 2014: First Sensibility - 2016: Noir Extended plays - 2012: No Mercy - 2013: One Shot - 2013: Badman - 2015: Matrix - 2016: Carnival CD singles - 2012: Warrior - 2012: Power - 2012: Stop It - 2014: B.A.P Unplugged 2014 - 2016: Put 'Em Up - 2017: Rose - 2017: Blue - 2017: Ego | Álbuns de estúdio - 2016: Best. Absolute. Perfect - 2017: Unlimited - 2018: Massive CD singles - 2012: Warrior - 2013: One Shot - 2014: No Mercy - 2014: Excuse Me - 2016: Feel So Good - 2016: Fly High - 2017: Wake Me Up - 2017: Honey Moon - 2018: Hands Up |

## Filmografia

### Reality shows
| Ano  | Emissora          | Título               | Notas        |
| ---- | ----------------- | -------------------- | ------------ |
| 2012 | SBS MTV           | Ta-Dah! It's B.A.P   | 10 episódios |
| 2012 | SBS MTV           | B.A.P Diary          | 2 episódios  |
| 2012 | Mnet              | B.A.P's Killing Camp | 3 episódios  |
| 2014 | TSENT2008 YouTube | B.A.P Attack!        | 13 episódios |

## Turnês
- 2012: B.A.P Live On Earth 2012
- 2013: B.A.P Live On Earth 2013 Seoul Wanted
- 2013: B.A.P 1st Japan Tour Warrior Begins
- 2014: B.A.P Live On Earth 2014 Seoul Attack
- 2016: B.A.P Live On Earth 2016 Seoul Awake
- 2017: B.A.P 2017 World Tour 'PARTY BABY!